# N'Goutjina
N'Goutjina is een gemeente (commune) in de cercle Koutiala van de regio Sikasso in Mali. De gemeente telt 18.667 inwoners (2009).
De gemeente bestaat uit de volgende plaatsen:
- Bélèsso
- Farakala
- Finkoloni
- Kokouna
- N'Goutjina
- Ouèlèguèna I
- Ouèlèguèna II
- Sanga